# ريتشارد داليتز
ريتشارد هنري داليتز (بالإنجليزية: Richard Dalitz)‏  (28 فبراير 1925 - 13 يناير 2006) كان فيزيائيًا أستراليًا معروفًا بعمله في فيزياء الجسيمات.